# Michael Fischer (Politikwissenschaftler)
Michael Fischer (* 25. März 1945 in Prag; † 1. Juni 2014 in Anif) war ein österreichischer Politik- und Sozialwissenschaftler.

## Leben
Er erwarb 1969 den Dr. jur. und 1972 den Dr. phil. (Das Hegelbild des Materialismus). 1979 wurde er Universitätsdozent für Rechts- und Sozialphilosophie sowie Politikwissenschaften. Ab 1982 war er Universitätsprofessor an der Juristischen Fakultät der Universität Salzburg; seit 1983 Vorstand des Instituts für Rechtsphilosophie und Allgemeine Staatslehre; seit 1999 Vorstand des Instituts für Grundlagenwissenschaften an der Universität Salzburg; von März 2004 bis September 2009 Fachbereichsleiter für den Fachbereich Sozial- und Wirtschaftswissenschaften an der Universität Salzburg. Ab 2007 war er Honorarprofessor für Kulturwissenschaften an der Universität Klagenfurt.

## Schriften (Auswahl)
- Die Aufklärung und ihr Gegenteil: Die Rolle der Geheimbünde in Wissenschaft und Politik. Duncker & Humblot, Berlin 2019, ISBN 978-3-428-45133-3.
- Nationalsozialismus: ein Register zum Nachdenken. VDM Verlag Dr. Müller, Saarbrücken 2008, ISBN 978-3-639-09253-0.
- Vernunft als Norm: Gesellschaftskonstruktion und Lebenshorizont- Peter Lang Verlag,  Frankfurt am Main 2005, ISBN 978-3-631-52590-6.
- Rationalisierung der Gesetzgebung: histor. Bemerkungen mit e. wissenschaftskrit. Kommentar. Peter Lang Verlag, Frankfurt am Main 1985, ISBN 978-3-8204-8582-0.
- Verheissungen des Glücks: Studien zur Rechts- u. Sozialphilosophie d. Fortschritts. Peter Lang Verlag, Bern 1982, ISBN 978-3-8204-6251-7.
- Salzburger Photographien. Stadt und Land nach 1920. Salzburg 1987, ISBN 3-7017-0481-3.